# Bloco de Esquerda

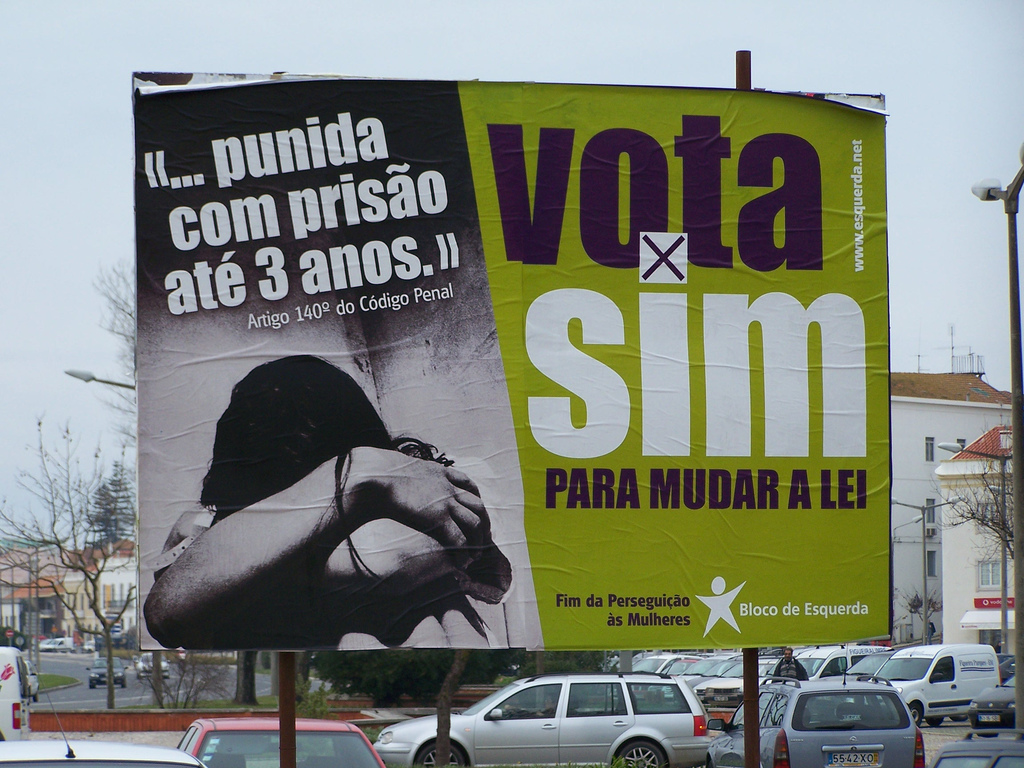
Wahlwerbung des Bloco de Esquerda zum Referendum der Legalisierung des Schwangerschaftsabbruchs 2007

Der Bloco de Esquerda (BE) ['blɔku də '(ɨ)ʃkerdɐ] anhörenⓘ, (portugiesisch für „Linksblock“) ist ein portugiesisches Parteienbündnis in Form einer politischen Partei.

## Geschichte
Der Bloco de Esquerda bildete sich zu den Parlamentswahlen von 1999 aus vier Organisationen: der marxistisch-leninistischen União Democrática Popular (UDP), der trotzkistischen Partei Partido Socialista Revolucionário (PSR), der sozialistischen Gruppierung Política XXI und der ebenfalls trotzkistischen FER-Ruptura.
Er steht der Globalisierung und der Europäischen Union kritisch gegenüber und setzt sich für eine gerechtere Gesellschaft ein, außerdem steht er dem Demokratischen Sozialismus nahe. Der Bloco de Esquerda bezeichnet sich sowohl als Partei (o Partido) sowie als Bewegung (o Movimento). Rechtlich gesehen ist er eine Partei, dennoch bestehen Teile der vier Organisationen, die sich zur Gründung des Linksblockes entschieden haben, weiterhin.
Seit der Gründung 1999 haben sich dem BE viele vorher unabhängige Linke angeschlossen. Seit der Europawahl 2004 ist die Partei im Europäischen Parlament vertreten, nach den portugiesischen Parlamentswahlen 2005 verfügte sie über acht Abgeordnete in der Assembleia da República, nachdem sie fast sieben Prozent der Stimmen bzw. ca. 360.000 Wählerstimmen errungen hatte. Bei den Parlamentswahlen im September 2009 konnte der Bloco de Esquerda seine Mandatszahl auf 16 verdoppeln, bei einem Gewinn von mehr als 4500 Stimmen (+3,47 %). Traditionell hohe Wahlergebnisse fährt der Linksblock in manchen Stadtteilen Lissabons, und in den Bezirken Faro und Setúbal ein.
Bei den Europawahlen im Mai 2019 wurde der Bloco de Esquerda mit mehr als 325 Tausend Stimmen zur drittstärksten politischen Kraft in Portugal. Marisa Isabel dos Santos Matias und José Guilherme Figueiredo Nobre de Gusmão wurden als Abgeordnete des BE ins Europäische Parlament gewählt.
Bei den Parlamentswahlen im Januar 2022 gehörte der BE zu den Verlierern der Wahl. Mit 244.603 Wählern verlor er mehr als die Hälfte seiner Wählerstimmen von 2019 und erreichte nur noch 5 Abgeordnetenmandate.
Bei den Wahlen für die Delegierten zum 13. Parteitag (Convenção Nacional) des Bloco de Esquerda erreichte die Plattform „Moção A“ unter Führung von Mariana Montágua 530 bzw. ca. 81 % der 654 möglichen Delegiertensitze. Auf dem am 27. und 28. Mai 2023 in Lissabon stattgefundenen Parteitag wurde Mariana Montágua dann auch zur neuen Parteivorsitzenden gewählt, da Marisa Matias nicht mehr antrat.
Auf dem vierten Parteitag des BE stimmten die über 600 Delegierten mit großer Mehrheit für eine Vollmitgliedschaft in der Europäischen Linken, bei der sie bis dahin Beobachterstatus besaß. Der BE möchte eine aktivere Rolle bei der Entwicklung einer alternativen europäischen Linkspartei einnehmen. Der Europäischen Antikapitalistischen Linken (EAL) gehört der BE ebenfalls an.
Am 22. Juni 2024 wurde der Austritt aus der Europäischen Linken beschlossen.

## Wahlergebnisse
- Europawahl 1999: 1,79 %, 0 Mandate[4]
- Parlamentswahlen 1999: 2,4 %, 2 Mandate[5]
- Präsidentenwahlen 2001: 3,0 % (Kandidat war der Historiker Fernando Rosas)
- Parlamentswahlen 2002: 2,7 %, 3 Mandate[6]
- Europawahl 2004: 4,91 %, 1 Mandat[7]
- Parlamentswahlen 2005: 6,5 %, 8 Mandate[8]
- Präsidentenwahlen 2006: 5,3 % (Kandidat war der Wirtschaftswissenschaftler und Abgeordnete Francisco Louçã)[9]
- Europawahl 2009: 10,72 %, 3 Mandate
- Parlamentswahlen 2009: 9,82 %, 16 Mandate[10]
- Parlamentswahlen 2011: 5,17 %, 8 Mandate[11]
- Europawahl 2014: 4,56 %, 1 Mandat[12]
- Parlamentswahlen 2015: 10,19 %, 19 Mandate[13]
- Europawahl 2019: 9,82 %, 2 Mandate[14]
- Parlamentswahlen 2019: 9,52 %, 19 Mandate
- Parlamentswahlen 2022: 4,40 %, 5 Mandate
- Parlamentswahlen 2024: 4,36 %, 5 Mandate
- Europawahl 2024: 4,26 %, 1 Mandat[15]
- Parlamentswahlen 2025: 1,99 %, 1 Mandat